# Klicperovo divadlo
Klicperovo divadlo je městské divadlo v Hradci Králové, pojmenováno je po dramatikovi Václavu Klimentu Klicperovi. Už čtyřikrát získalo ocenění „Divadlo roku“, pořádá divadelní festivaly Čekání na Václava a Mezinárodní divadelní festival Regiony a je známé snahou po inovacích a progresivní režii. Několik sezón zde například působil, pro mnohé kontroverzní, ale zároveň velmi uznávaný a oceňovaný režisér Vladimír Morávek, který zde mj. uvedl hry od Shakespeara a Čechova. Dále zde již delší dobu působí někteří známí herci, například Pavla Tomicová či Ondřej Malý.
Stálý soubor Klicperova divadla má k dispozici celkem čtyři scény – velkou s kapacitou 400 míst, letní s 300 místy, komorní „V podkroví“ o 50 místech a v Mýtské ulici Studio Beseda se 130 místy. V prostorách divadla v Dlouhé ulici funguje také galerie „U Klicperů“.

## Názvy
V letech 1949-61 Krajské oblastní divadlo Hradec Králové, 1961-68 a znovu v letech 1971-90 Divadlo Vítězného února, v letech 1968–71 a pak opět od roku 1990 Klicperovo divadlo.

## Vedení divadla

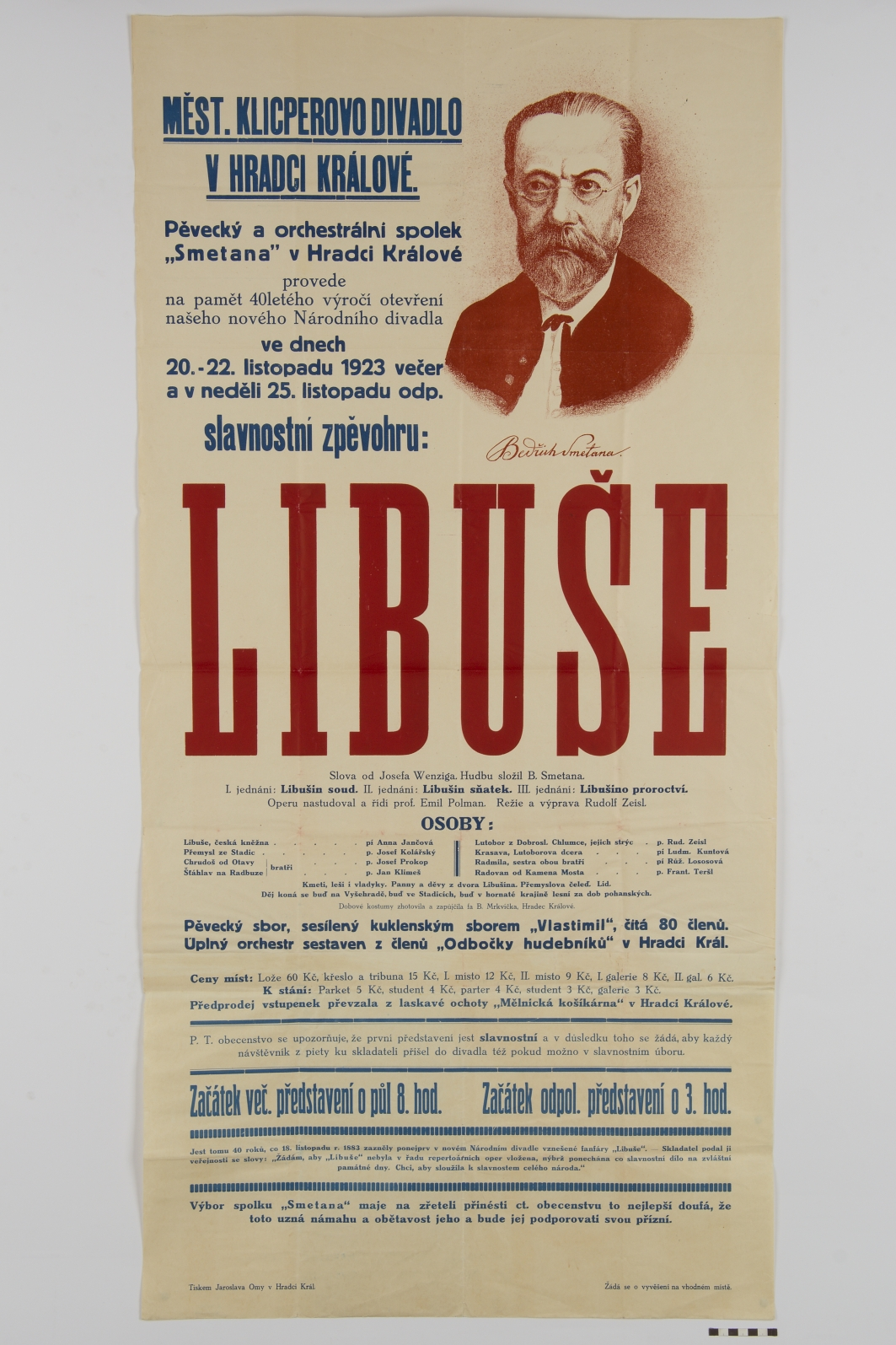
Program představení Libuše z roku 1923

Uměleckými šéfy v období samostatné České republiky postupně byli:
- 1994–1996 Michael Tarant
- 1996–2005 Vladimír Morávek
- 2005–2007 Ivo Krobot[2]
- 2008–2017 David Drábek[3]
- 2017–2019 Jana Slouková[4]
- 2019–dosud Pavel Khek[5]

Divadlo původně provozovala městská příspěvková organizace „Klicperovo divadlo v Hradci Králové“, od roku 2006 obecně prospěšná společnost „Klicperovo divadlo“, kterou společně založilo statutární město Hradec Králové a Královéhradecký kraj.

## Budova velké scény

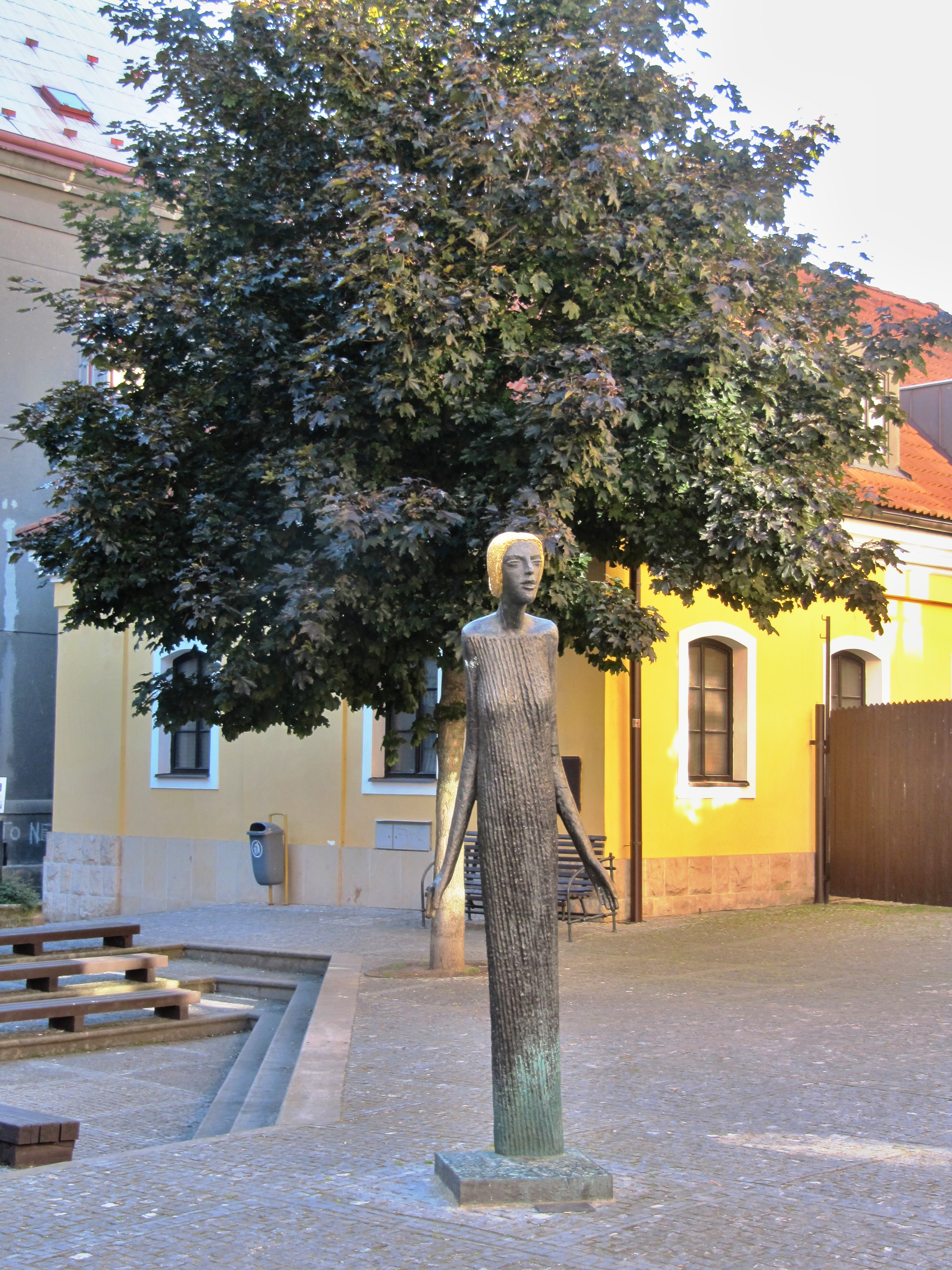
Socha Evy od Olbrama Zoubka před budovou velké scény

První české divadlo v Hradci Králové vzniklo v adaptovaném hostinci „U zlatého orla“ na Malém náměstí a v první polovině 19. století zažilo dobu rozkvětu, o kterou se velmi zasloužil Václav Kliment Klicpera, který v té době ve městě působil jako profesor na gymnáziu. V roce 1868 byl založen spolek Jednota divadelních ochotníků, který začal prosazovat myšlenku samostatné divadelní budovy. Ovšem až roku 1882 městské zastupitelstvo rozhodlo o vybudování městského divadla, už tehdy pod názvem „Klicperovo“. Projekt nakonec vypracoval místní architekt Viktor Weinhengst a slavnostně otevřeno s uvedením Klicperovy hry Eliška Přemyslovna a opery Hubička od Bedřicha Smetany bylo 24. března 1885. Už za rok se ale ve zdivu objevily trhliny a dokonce se zřítil západní trakt umístěný nad svahem do Žižkových sadů, proto muselo být kompletně rekonstruováno. K dalším rekonstrukcím došlo v letech 1910, 1927, 1949, kdy také v divadle začal působit skutečně profesionální soubor, a poté až v 90. letech 20. století.
Novorenesanční a klasicizující budova divadla uzavírá skoro čtvercové náměstíčko v Dlouhé ulici, podél jeho západní strany vede úzká ulička do níže položených Žižkových sadů. Stavba je hmotově roztříštěná, na hlavní budovu s červenou kýlovou střechou se napojuje boční křídlo, které z východní strany uzavírá náměstíčko, a jednotlivé části také nemají stejnou výšku. Jednotící výraz celému objektu ale dodává symetrické hlavní průčelí, kterému předchází až ve 20. století dostavěný přízemní rizalit s portikem o šesti sdružených sloupech. Jeho rovná střecha slouží zároveň jako terasa přístupná z foyeru. Tomuto prvnímu patru dominují vysoká okna a opět sdružené pilastry, nad nimi se nachází tři nízké atiky, střední je půlkruhová. Vybavení interiéru odpovídá současným potřebám, dvěma vstupy v čelní prosklené dřevěné stěně se návštěvník dostane k víceramennému schodišti k foyeru a hledišti. To je mírně stoupající s jedenácti řadami sedadel, pod balkonem o sedmi řadách se nachází technická zvuková kabina. Postranní lóže klesají směrem k jevišti, po jejich hranách i po hraně balkonu jsou umístěna bodová světla, v centru plochého stropu je naopak umístěn paprskovitý lustr. Stěny jsou kvůli lepší akustice obloženy dřevem. Budova je už od roku 1958 zapsána v seznamu kulturních památek České republiky.